# Verdun-sur-le-Doubs
Verdun-sur-le-Doubs är en kommun i departementet Saône-et-Loire i regionen Bourgogne-Franche-Comté i östra Frankrike. Kommunen ligger i kantonen Verdun-sur-le-Doubs som tillhör arrondissementet Chalon-sur-Saône. År 2022 hade Verdun-sur-le-Doubs 942 invånare.

## Befolkningsutveckling
Antalet invånare i kommunen Verdun-sur-le-Doubs
| Referens: INSEE |